# Cardeal
Um cardeal é um alto dignitário da Igreja Católica, que assiste o Papa em diversas competências. Os cardeais, agrupados no Colégio dos Cardeais, são também chamados de purpurados, pela cor vermelho-carmesim da sua indumentária. Eles são considerados, na diplomacia, como "príncipes da Igreja". A etimologia do termo cardeal encontra-se no latim cardo/cardinis, em português gonzo ou eixo, algo que gira, neste caso em torno do Papa.

## Títulos e funções

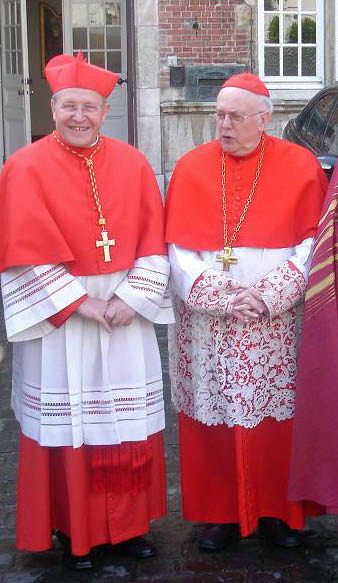
Vestes corais de um cardeal.

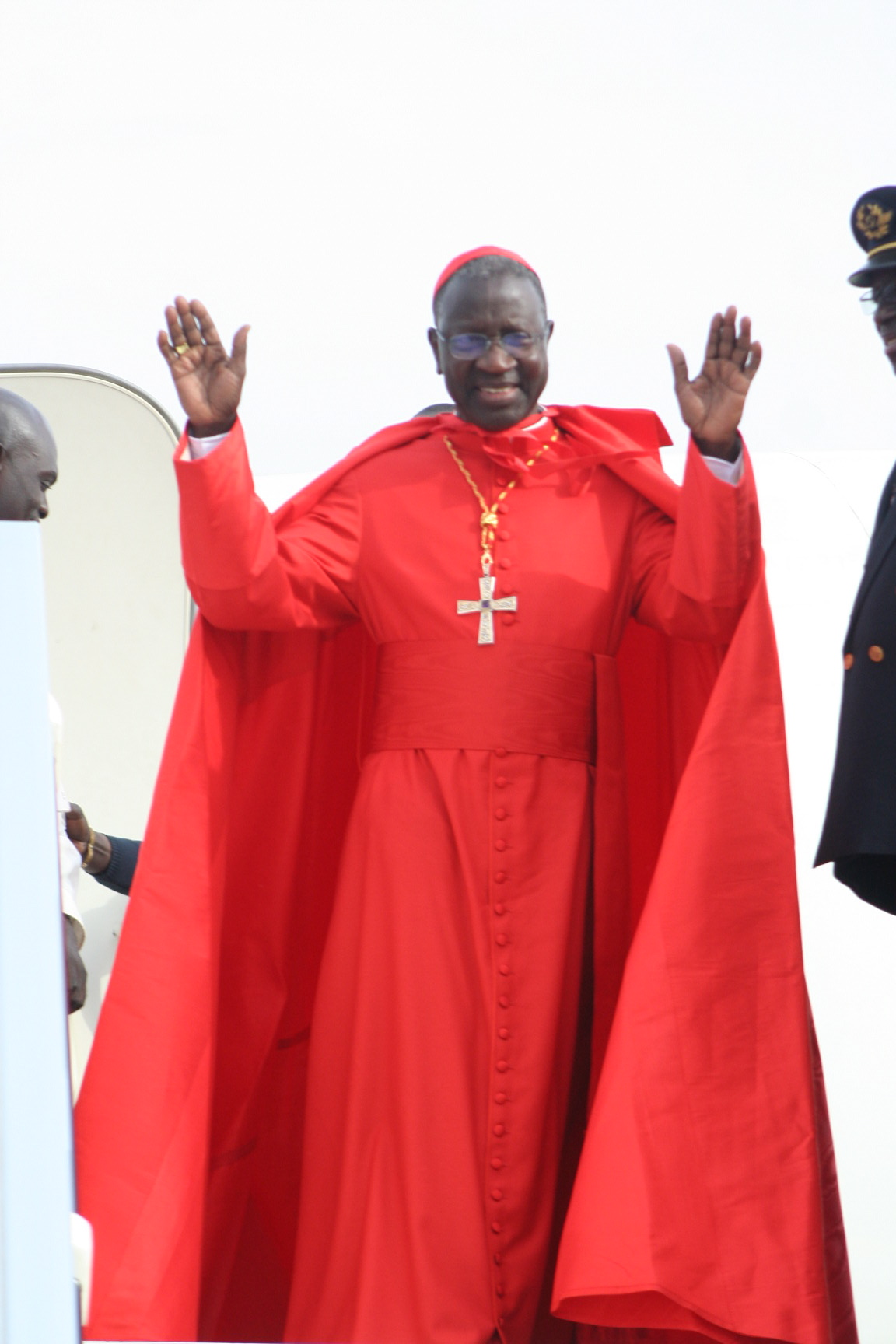
Cardeal Théodore Adrien Sarr usando vestes típicas cardinalícias.

Existem três tipos ou ordens de cardeais: os cardeais-bispos, cardeais-presbíteros e cardeais-diáconos. Antes do século XIII a palavra cardeal designava uma função, mas com o tempo passou a designar uma dignidade, embora nunca perdesse a sua ligação com o Papa. Já no Concílio Romano de 769 se achou conveniente eleger o Papa de entre os cardeais-presbíteros ou cardeais-diáconos e, no século IX com o Papa João VIII, são os cardeais que administram Roma e outras dioceses. Com a expansão da Igreja, passaram os cardeais a ser escolhidos nas várias nações. D. João de Azambuja, arcebispo de Lisboa, e o cardeal D. Pedro da Fonseca foram os primeiros cardeais portugueses.

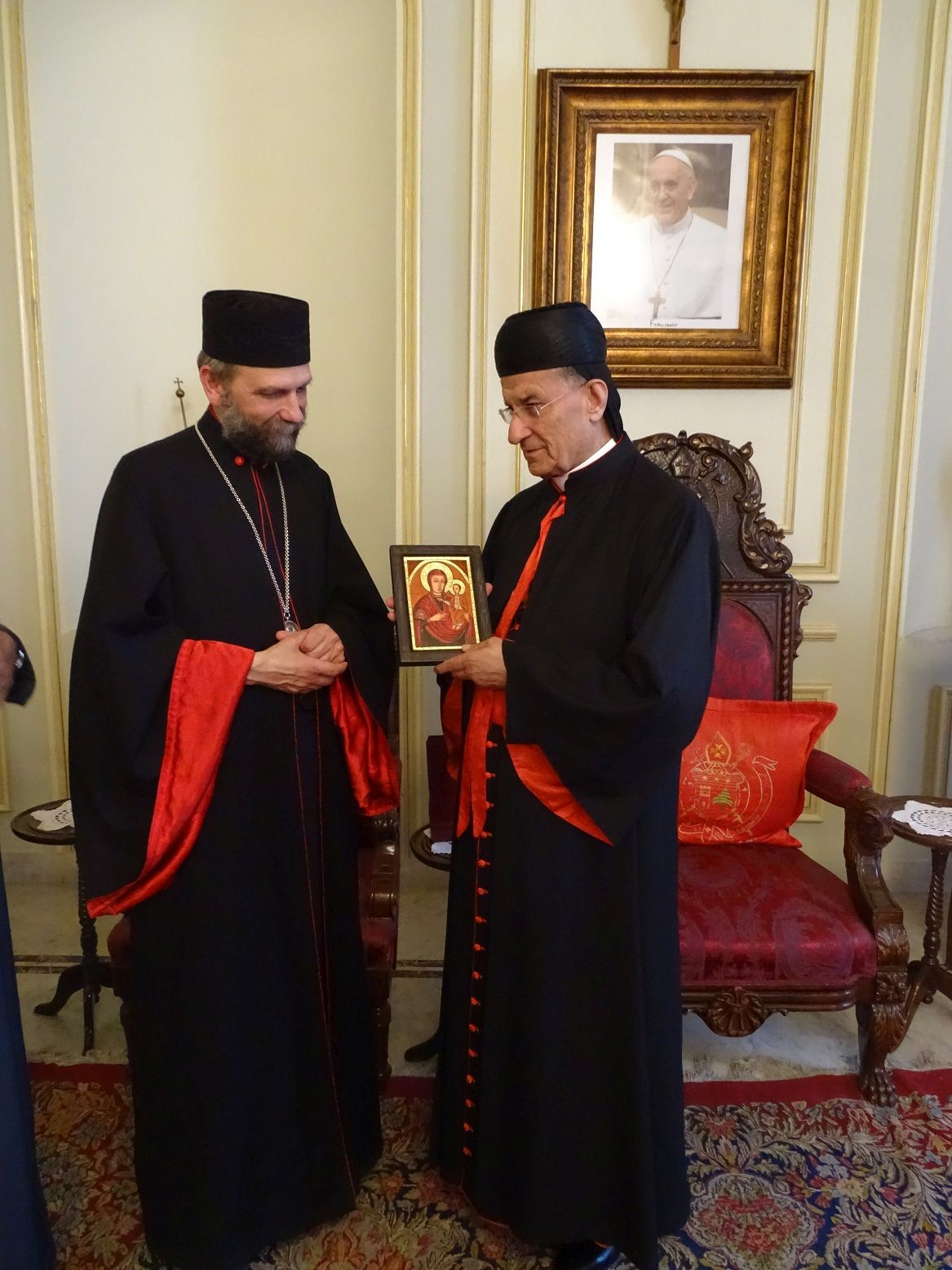
Cardeal Béchara Boutros Raï (à direita), patriarca maronita de Antioquia, usa um boné especial e uma batina com uma capa em vez de uma mozeta.

Atualmente, apenas seis cardeais pertencem à ordem dos cardeais-bispos, e possuem sob sua vigência uma das seis igrejas suburbicárias de Roma (Albano, Frascati, Palestrina, Porto-Santa Rufina, Sabina-Poggio Mirteto e Velletri-Segni); é este grupo de cardeais que elege o decano do Colégio Cardinalício, cujo nome tem de ser aprovado pelo Papa, após o que acumula a sétima e mais antiga igreja suburbicária, a de Óstia, reservada ao decanato.
Pelo motu proprio "Purpuratorum patrum" do Papa Paulo VI os patriarcas de Rito oriental incorporados no Colégio Cardinalício fazem também parte da ordem dos cardeais-bispos sem que contudo lhes seja atribuída uma igreja suburbicária. Hierarquicamente estão imediatamente após os demais cardeais-bispos. A maioria dos cardeais pertencem à ordem dos cardeais-presbíteros, e a cada um destes é confiado um título na cidade de Roma. A cada cardeal-diácono é confiada uma diaconia na mesma cidade.
O Papa João XXIII, pelo motu proprio "Cum gravissima", de 15 de abril de 1962, conservou a divisão do Colégio Cardinalício nas três ordens já apontadas, mas dispôs que todos devem receber a ordenação episcopal. É contudo habitual a nomeação de alguns presbíteros para o Colégio Cardinalício. Em regra os presbíteros nomeados têm idade superior à estabelecida para a votação do conclave (oitenta anos). Estes nomeados podem eventualmente requerer ao Santo Padre dispensa da ordenação episcopal, o que tem acontecido em algumas situações.
Por determinação do Concílio de Latrão de 1179, a eleição do Papa foi reservada aos cardeais, reunidos no Sacro Colégio, com um decano e um camerlengo. Para a importância dos cardeais na Igreja muito contribuíram as missões de que foram encarregados pelos Papas. Como exemplo e digna de referência é a actividade do cardeal-diácono Pelágio, depois cardeal-bispo de Albano, considerado português por alguns autores.
Muitos dos cardeais servem na Cúria Romana, que assiste o Papa na administração da Igreja. Estes estão obrigados a residir em Roma, de onde não se podia ausentar sem autorização pontifícia. Os restantes cardeais são bispos ou arcebispos diocesanos.

### Cardeais-bispos

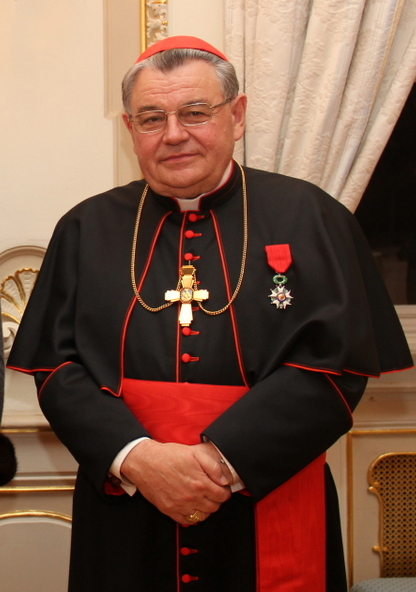
Um cardeal trajando vestes habituais.

Originalmente este era o título daqueles escolhidos para presidir a uma das sete dioceses suburbicárias de Roma. Em 1965 o Papa Paulo VI pelo moto próprio Ad purpuratorum patrum decretou que também os Patriarcas das Igrejas Católicas de Rito Oriental elevados ao Colégio Cardinalício passariam a fazer parte da Ordem dos cardeais-bispos ficando hierarquicamente imediatamente a seguir dos demais cardeais-bispos suburbicários.
Os cardeais-bispos embora recebam o título de uma igreja suburbicária de Roma não possuem, desde o pontificado do Papa João XXIII quaisquer poderes de administração sobre as mesmas dioceses que possuem um outro bispo residencial. Mantém-se, contudo, a tradição dos Cardeais tomarem posse das Igrejas de que são titulares e de colocarem na fachada da Igreja o respectivo brasão de armas.

### Cardeais-presbíteros
Um cardeal-presbítero ou cardeal-padre é um cardeal da ordem dos presbíteros. Formam a mais numerosa ordem dentro do Colégio de Cardeais. Formalmente estão acima da ordem dos cardeais-diáconos e abaixo dos cardeais-bispos mas deve ressaltar-se que isso não envolve uma questão de maior ou menor autoridade. Tanto é que tanto os cardeais-diáconos como os cardeais-presbíteros são, em quase sua totalidade, bispos de importantes dioceses espalhadas por todos os pontos do globo.

### Cardeais-diáconos
Um cardeal-diácono é o prelado que mais de perto auxilia o Papa nos diferentes Dicastérios da Cúria Romana. Os membros da Cúria Romana que são elevados a Cardeal são incardinados na Ordem dos Diáconos do Colégio Cardinalício e recebem como titulus uma diaconia, quando não estavam a frente de uma Sé.

## Heráldica eclesiástica
| Brasão | Hierarquia                                                           | Ornamentos Exteriores |
|        | Cardeal Camerlengo (somente durante a Sede Vacante)                  | Todos os Cardeais usam no seu brasão o galero púrpura de 30 borlas. Durante a vacância da Santa Sé, isto é, no interstício entre a morte ou renúncia de um Pontífice e a eleição do sucessor, o Cardeal Camerlengo orna as suas armas com o ombrellino e as Chaves de São Pedro, representando a sua jurisdição temporária. O Cardeal Camerlengo usa no brasão a cruz arquiepiscopal (dupla).                |
|        | 'Cardeal' (Decano do Colégio de Cardeais ou Arcebispo Metropolitano) | Quando o Cardeal é Metropolita, isto é, chefia uma Arquidiocese Metropolitana, orna o seu brasão de armas com as insígnias próprias da sua dignidade sob o galero cardinalício, o pálio e a cruz arquiepiscopal (dupla). O Decano do Colégio de Cardeais, a quem na qualidade de Cardeal-Bispo de Óstia também é conferido o pálio, faz igualmente uso da respectiva respresentação heráldica no seu brasão. |
|        | 'Cardeal' (Arcebispo)                                                | Quando o Cardeal é Arcebispo (Diocesano ou Titular) faz uso no brasão da cruz arquiepiscopal (dupla) sob o galero cardinalício. |
|        | 'Cardeal' (Bispo)                                                    | Quando o Cardeal é Bispo (Diocesano ou Titular) usa no brasão a cruz episcopal sob o galero cardinalício. |
|        | 'Cardeal' (Presbítero)                                               | Os presbíteros nomeados Cardeais que obtenham dispensa da ordenação episcopal usam somente o galero cardinalício no brasão. Até 1917 também diáconos ou clérigos com ordens menores podiam ser nomeados Cardeais ("cardeal leigo"), sendo estas as suas insígnias. |

## Nomeação
Os cardeais são nomeados pelo Papa em ocasiões específicas na presença dos restantes membros do Colégio Cardinalício (consistório). O título, segundo o Código de Direito Canónico, distingue homens notáveis pela sua doutrina, piedade e prudência na condução dos assuntos.
O Sumo Pontífice pode escolher alguém para cardeal e não divulgar o seu nome, permanecendo assim em segredo. Neste caso, designa-se por cardeal in pectore. Isto é aplicado em países onde o Cristianismo sofre perseguições. Factualmente, porém, esse escolhido não é cardeal até ser criado publicamente num consistório, pelo que não adquire qualquer dos direitos ou privilégios inerentes ao barrete cardinalício nem participa no conclave para eleger um novo papa. Tal não impede, no entanto, de exercer a função primordial dos cardeais: aconselhar, sob pedido, o Romano Pontífice. Por tradição, o cardeal in pectore é publicamente criado no primeiro consistório após terminado o perigo que impedia a criação. Por morte do papa que o escolhera já in pectore - no coração, secretamente - ou por morte do escolhido ou ainda porque o perigo nunca cessou, muitos destes eleitos nunca chegam a cardeais stricto sensu.

## Número
O número de cardeais eleitores tem variado ao longo da história. Em 1586 o Papa Sisto V fixou o seu número em setenta. No consistório secreto de 1973, o Papa Paulo VI limitou o número de cardeais eleitores a 120, o que foi mantido pelo Papa João Paulo II. Em 13 de julho de 2006 e após o primeiro consistório do Papa Bento XVI (24 de março de 2006) o Colégio dos Cardeais contava com 191 membros, dos quais 120 eram eleitores. Isto porque apenas cardeais com menos de 80 anos têm o direito de votar na eleição do Papa.

## Funções
Os cardeais reunidos em consistório assistem o Papa nas suas decisões. Os consistórios podem ser:
- ordinários: reúnem os cardeais presentes em Roma.
- extraordinários: reúnem todos os cardeais.

Os cardeais podem ter responsabilidades na Cúria Romana, a administração da Igreja. Os cardeais da Cúria devem residir em Roma. Os cardeais com menos de oitenta anos são os eleitores para Papa (ver conclave sobre a eleição do Papa).

## Heráldica, protocolo e privilégios
Os cardeais têm direito ao gallero (chapéu eclesiástico) púrpura de trinta borlas. Para além do gallero, o brasão de armas de um cardeal segue as normas da heráldica eclesiástica. No caso de o cardeal ser também arcebispo, pode incluir a cruz de dois braços por trás do brasão. Após receberem o barrete e o anel cardinalício, os cardeais tomam simbolicamente posse das igrejas de que são titulares. Apesar de não terem sobre elas qualquer jurisdição, o brasão é, por norma, colocado na parede da respectiva igreja.
Os prelados escolhidos para o Colégio Cardinalício tornam-se cardeais assim que a nomeação é tornada pública. Os cardeais devem depois pronunciar o juramento de fidelidade na presença do Romano Pontífice:
Eu (nome e apelido), Cardeal da Santa Igreja Romana, prometo e juro ser fiel, desde agora e para sempre, enquanto viva, a Cristo e ao seu Evangelho, sendo constantemente obediente à Santa Igreja Apostólica Romana, ao bem-aventurado Pedro na pessoa do Sumo Pontífice e dos seus sucessores canonicamente eleitos; manter sempre com palavras e obras a comunhão com a Igreja Católica; não revelar a ninguém o que se me confie em segredo, nem divulgar aquilo que poderá acarretar dano ou desonra à Santa Igreja; desempenhar com grande diligência e fidelidade as tarefas para as quais estou chamado no meu serviço à Igreja, segundo as normas do Direito. Que assim me ajude Deus omnipotente.
Posteriormente decorre uma cerimónia especial na qual o papa confere a cada cardeal o barrete cardinalício (ao contrário dos demais barretes, o barrete cardinalicio não tem qualquer borla) e ainda o anel. A entrega do barrete cardinalicio é precedida da antiga oração:
Ad laudem omnipotentis Dei et Sanctae Sedis ornamentum, accipe galerum rubrum, insigne singularis dignitatis cardinalatus, per quod designatur quod usque ad mortem et sanguinis effusionem inclusive pro exaltatione sanctae fidei, pace et quiete populi christiani, augmento et statu sacrosanctae romanae Ecclesiae, to intrepidum exhibere debeas, in nomine Patris et Filii et Spiritus Sancti.
"Para a maior glória de Deus omnipotente e o bem da Santa Sé, aceita este barrete púrpura, insígnia singular da dignidade cardinalícia pela qual e até à morte, mesmo que na efusão do sangue, com intrépido vigor defenderás a fé, promoverás a paz e o bem do povo cristão e promoverás a liberdade e a expansão da Santa Igreja Romana. Em nome do Pai e do Filho e do Espírito Santo.
O anel cardinalício é de ouro e contém na sua face a imagem escolhida pelo papa à vigência do seu pontificado. O Papa Bento XVI escolheu uma imagem de Cristo crucificado. No interior do anel estão também gravadas as armas do Pontífice.
Os cardeais são normalmente designados por «Eminência Reverendíssima» e gozam do direito de incluir antes do seu sobrenome a palavra «Cardeal». Como exemplo, e ainda que tal não seja habitual na língua portuguesa, o anterior Patriarca de Lisboa era designado por «Sua Eminência Reverendíssima Dom José da Cruz Cardeal Policarpo», como também o arcebispo de São Paulo, «Sua Eminência Reverendíssima Dom Odilo Pedro Cardeal Scherer».
Os cardeais gozam de alguns privilégios especiais, ainda que muitos deles tenham sido abolidos após o Concílio do Vaticano II com as reformas da liturgia e da Cúria Romana. Ainda assim, e para além da faculdade de elegerem o Sumo Pontífice, gozam do privilégio de poderem celebrar missa e ouvir confissões em qualquer lugar sem prévia autorização do respectivo ordinário, não podendo igualmente ser julgados pelos tribunais eclesiásticos, função reservada directamente ao pontífice.

### Indumentária
- Barrete cardinalício
- Solidéu
- Galero
- Mozeta

## Registros

### Cardeais do Centenário
- Jorge da Costa (1406-1508), cerca de 102 anos
- Corrado Bafile (1903-2005), 101 anos, 214 dias
- Loris Francesco Capovilla (1915-2016), 100 anos, 225 dias
- José Pimiento Rodríguez (1919-2019), 100 anos, 197 dias

### Cardeais com mais de 45 anos
Lista provisória:
1. Henrique Benedito Stuart (1725-1807), 60 anos, 10 dias de 1747 a 1807
2. Alessandro Albani (1692-1779), 58 anos, 148 dias de 1721 a 1779
3. Gian Francesco Albani (1720-1803), 56 anos, 158 dias de 1747 a 1803
4. Pietro Francesco Orsini, O.P. (1649-1730) 52 anos, 97 dias de 1672 a 1724, eleito Papa Bento XIII
5. Carlo Oppizzoni (1769-1855), 51 anos, 18 dias de 1804 a 1855
6. Manuel Gonçalves Cerejeira (1888-1977), 47 anos, 229 dias de 1929 a 1977
7. Pedro Martínez de Luna (1329-1423), também antipapa Bento XIII, 47 anos, 154 dias de 1375 a 1423
8. Jacinto de Bobone (1106-1198), 47 anos, 54 dias de 1144 a 1191, eleito Papa Celestino III
9. Tommaso Ruffo (1663-1753), 46 anos, 275 dias de 1706 a 1753
10. Francesco Carafa della Spina di Traetto (1722-1818), 45 anos, 154 dias de 1773 a 1818
11. Domenico Orsini de Aragão (1719-1789), 45 anos, 123 dias de 1743 a 1789
12. Franz König (1905-2004), 45 anos, 89 dias de 1958 a 2004

## Lista de cardeais
- Lista de cardeais eleitores por país
- Lista de cardeais do Brasil
- Lista de cardeais portugueses
- Lista de cardeais de Países Africanos de Língua Oficial Portuguesa
- Lista de cardeais-sobrinhos